# Beto Preto
Carlos Alberto Gebrim Preto, mais conhecido como Beto Preto (Londrina, 17 de fevereiro de 1968) é um político e médico brasileiro.

## Biografia
Nascido em Londrina, é neto de pioneiros de Apucarana. É formado em Medicina pela Universidade Estadual de Londrina (UEL) e médico licenciado do Instituto Nacional do Seguro Social (INSS). É especialista em Medicina Nuclear pelo Instituto Rio Preto de São José do Rio Preto e tem pós-graduações em outras áreas da profissão. Foi diretor geral da Ouvidoria Nacional do Sistema Único de Saúde (SUS) e diretor do Hospital Evangélico de Londrina, entre outros cargos. Entre 1998 e 2000 ocupou o cargo de Secretário municipal da saúde de Apucarana e entre 2000 e 2001 a mesma posição, no município vizinho de Califórnia, ambos no norte do Paraná. Disputou a prefeitura de Apucarana em 2004 e 2008, ficando em segundo lugar nas duas ocasiões. Em 2012 se elegeu prefeito, pelo Partido dos Trabalhadores (PT). Em abril de 2016 se transferiu para o Partido Social Democrático (PSD), sua atual agremiação, onde disputou a reeleição para a prefeitura, vencendo e obtendo um segundo mandato, com 86% dos votos válidos.
No final de 2018 foi nomeado pelo governador Ratinho Jr. como novo secretário de saúde do Paraná. Assumindo o cargo em março de 2019 teve que lidar com a crise da pandemia do COVID-19, responsabilidade que o projetou a nível estadual. Em abril de 2022 anunciou sua saída da Secretaria de Saúde do Paraná, para poder disputar as eleições de outubro. Nestas, em que se candidatou para deputado federal, obteve 206.885 votos, a quarta maior votação do estado e primeira de seu partido a nível nacional, se elegendo para seu primeiro mandato nessa posição. 
Logo após as eleições de 2022, reassumiu o cargo de Secretário da Saúde do Paraná, cargo que ocupou até a tomada de posse como membro da Câmara dos Deputados. Em abril de 2023, assume a secretaria na gestão de Ratinho Jr pela terceira vez.